# Otto von Plüskow

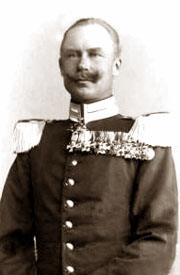
Otto von Plüskow

Hermann Otto Hugo Ferdinand von Plüskow (* 20. Juni 1852 in Weimar; † 26. März 1925 in Kassel) war ein preußischer General der Infanterie.

## Leben

### Herkunft
Otto entstammte dem briefadeligen Adelsgeschlecht von Plüskow. Er war ein Sohn des großherzoglich sächsischen Hofmarschalls und preußische Rittmeisters Ernst von Plüskow (1820–1876) und dessen Ehefrau Marie, geborene Freiin von Ziegesar (1824–1901). Sein älterer Bruder Karl von Plüskow (1848–1917) wurde preußischer Generalleutnant.

### Militärkarriere
Plüskow erhielt seine Schulbildung von 1864 bis 1868 an der Landesschule Pforta. Er trat anschließend am 1. April 1872 als Fahnenjunker in das 1. Garde-Regiment zu Fuß der Preußischen Armee ein und wurde am 16. Oktober 1873 zum Sekondeleutnant befördert. Als solcher war er ab Oktober 1879 an der Unteroffizierschule Potsdam tätig, stieg hier im April 1880 zum Adjutant auf und wurde am 27. Mai 1882 zum Premierleutnant befördert. Vom 3. April 1883 bis 19. Dezember 1885 war Plüskow zur Dienstleistung beim Erbprinzen Bernhard von Sachsen-Meiningen kommandiert. Am 26. Oktober 1887 kam er als Adjutant zur 1. Garde-Infanterie-Brigade und wurde zeitgleich mit der Beförderung zum Hauptmann am 27. Januar 1888 zum Kompaniechef im 1. Garde-Regiment zu Fuß ernannt. Zwei Jahre später folgte seine Ernennung zum Kommandeur der Leibkompanie, die Plüskow die kommenden sieben Jahre befehligte. Zwischenzeitlich zum Major befördert, war er vom 18. Oktober 1897 bis 2. August 1900 Kommandeur des II., dann des I. Bataillons im 1. Garde-Regiment zu Fuß. Am 22. März 1902 folgte mit der Beförderung zum Oberstleutnant seine Ernennung zum diensttuenden Flügeladjutanten von Wilhelm II. In dieser Stellung verblieb er die kommenden neun Jahre. Mit der Ernennung war die Übernahme der Schloßgarde-Kompanie verbunden, die Plüskow allerdings nur knapp drei Jahre befehligte. Vom 27. Januar 1905 bis 1. Mai 1908 hatte er dann als Oberst das Kommando über das Kaiser Alexander Garde-Grenadier-Regiment Nr. 1. Anschließend mit der Führung der 1. Garde-Infanterie-Brigade beauftragt, war Plüskow zusätzlich auch mit der Wahrnehmung der Geschäfte als Kommandant von Potsdam beauftragt. Mit seiner Beförderung zum Generalmajor am 27. Januar 1909 wurde er in beiden Stellungen bestätigt. Er wurde am 3. April 1911 nach Darmstadt versetzt und als Generalleutnant zum Kommandeur der Großherzoglich Hessische (25.) Division ernannt. In dieser Stellung erhielt Plüskow im Juni 1913 anlässlich des 25-jährigen Regierungsjubiläums von Kaiser Wilhelm II. des Stern zum Roten Adlerorden II. Klasse mit Eichenlaub und der Königlichen Krone. Am 1. Januar 1914 wurde er zunächst mit der Führung des XI. Armee-Korps beauftragt und am 17. Februar 1914 schließlich zum Kommandierenden General ernannt.
Mit Ausbruch des Ersten Weltkriegs führte er sein Korps im Verbund mit der 3. Armee zunächst in das neutrale Belgien und war hier an der Einschließung und Eroberung der Stadt und Festung Namur beteiligt. Anschließend wurde Plüskow mit seinem Großverband an die Ostfront verlegt. Hier wurde er am 30. August 1914 zum General der Infanterie befördert und bewährte sich in der anschließenden Schlacht an den Masurischen Seen. Daran schloss sich der Feldzug in Südpolen an und auch in der Schlacht um Łódź konnte er nach schweren Verlusten schließlich die wichtige Industriestadt einnehmen. Bis Anfang Juli 1915 lag sein Korps in Stellungskämpfen an der Rawka-Bzura, verlegte dann nach Norden und nahm ab 13. Juli an der Durchbruchsschlacht bei Przasnysz teil. Im weiteren Verlauf der Offensive stieß sein Korps weiter nach Osten vor und eroberte die Festung Pułtusk am Narew. Dafür wurde Plüskow mit dem Kronenorden I. Klasse mit Schwertern ausgezeichnet. Nach weiteren Verfolgungskämpfen, die bis Ende September 1915 andauerten, wurde Plüskow mit seinem Korps an die Westfront verlegt. Hier gab er den Großverband am 12. März 1917 ab und übernahm dafür kurzzeitig das VIII. Armee-Korps. Am 10. Mai 1917 wurde Plüskow aufgrund seines Gesundheitszustandes zu den Offizieren von der Armee überführt, in Würdigung seiner Leistungen an der Ostfront mit dem Orden Pour le Mérite ausgezeichnet und am 16. August 1917 zur Disposition und gleichzeitig à la suite des Kaiser Alexander Garde-Grenadier-Regiments Nr. 1 gestellt.

### Familie
Am 18. Juli 1880 heiratete Plüskow in Berlin Margarethe von Seydewitz, Tochter des Politikers Carl Friedrich von Seydewitz und der Auguste Louise Koberstein. Ihr Sohn Josias (* 1881) wurde preußischer Major und lebte zuletzt in Bad Oeynhausen.